# Into the Wild (filme)
Into the Wild (bra: Na Natureza Selvagem; prt: O Lado Selvagem) é um filme estadunidense de 2007, do gênero aventura dramático-biográfica, escrito e dirigido por Sean Penn, com roteiro baseado no livro homônimo de Jon Krakauer.
Conta a história real das viagens de Christopher McCandless através da América do Norte e sua vida passada no deserto do Alasca no início da década de 1990. O filme é estrelado por Emile Hirsch, como McCandless, e Marcia Gay Harden e William Hurt como seus pais, além de Catherine Keener, Vince Vaughn, Kristen Stewart e Hal Holbrook.
O filme estreou durante o Festival de Roma 2007 e em 21 de setembro de 2007 em Fairbanks, Alaska, e mais tarde seria nomeado para dois Globo de Ouro, vencendo o prêmio de melhor canção original ("Guaranteed", de Eddie Vedder). Também foi indicado a dois Oscars, o de melhor ator coadjuvante para Holbrook.

## Sinopse
Apesar de recém-formado e com futuro promissor, Christopher McCandless, de 22 anos, abre mão de sua vida privilegiada e sai em busca de aventuras, transformando-se num símbolo de resistência e da luta para manter o precário equilíbrio entre o homem e a Natureza.

## Elenco
- Emile Hirsch ... Chris McCandless
- Marcia Gay Harden ... Billie McCandless
- William Hurt ... Walt McCandless
- Jena Malone ... Carine McCandless / narradora
- Brian H. Dierker ... Rainey
- Catherine Keener ... Jan Burres
- Vince Vaughn ... Wayne Westerberg
- Kristen Stewart ... Tracy Tatro
- Hal Holbrook ... Ron Franz
- Jim Gallien ... ele mesmo
- James O'Neill ... leitor graduado
- Malinda McCollum ... garçonete
- Paul Knauls ... gerente do prédio
- Zach Galifianakis ... Kevin

## Críticas
O filme teve críticas positivas, sendo frequentemente considerado como estando entre os melhores filmes de 2007:
- 2º - Ann Hornaday, The Washington Post[8]
- 2º - Tasha Robinson, The A.V. Club[8]
- 3º - James Berardinelli, ReelViews[8]
- 3º - Kevin Crust, Los Angeles Times[8]
- 3º - Peter Travers, Rolling Stone[9]
- 4º - Kyle Smith, New York Post[8]
- 5º - Claudia Puig, USA Today[8]
- 5º - David Germain, Associated Press[10]
- 5º - Joe Morgenstern, The Wall Street Journal[8]
- 6º - Carrie Rickey, The Philadelphia Inquirer[8]
- 6º - Steven Rea, The Philadelphia Inquirer[8]
- 7º - A.O. Scott, The New York Times[8]
- 7º - Noel Murray, The A.V. Club[8]
- 9º - Christy Lemire, Associated Press[10]
- 10º - Roger Ebert, Chicago Sun-Times[8]

## Produção
As cenas de graduação da Universidade Emory no filme foram filmadas no outono de 2006, sobre o gramado da frente da Reed College. Algumas das cenas de formatura também foram filmados durante a graduação da real Universidade Emory em 15 de maio de 2006. As cenas do Alaska que descrevem a área em torno do ônibus abandonado em Stampede Trail foram filmados 50 milhas ao sul de onde McCandless realmente morreu, na pequena cidade de Cantwell. Filmar no ônibus real teria sido muito remoto para as exigências técnicas de uma gravação de filme, então uma réplica do ônibus foi construída e utilizada a partir dos modelos de outros dois ônibus antigos do mesmo tipo. A produção fez quatro viagens separadas para o Alasca para filmar durante as diferentes estações do ano.

## Bilheteria
Na América do Norte, Into the Wild aberto inicialmente em edição limitada, em quatro cinemas e arrecadou US$ 212 440, postando uma média por-cinema de US$ 53 110. Para as próximas semanas, o filme permaneceu em edição limitada até que ela se expandiu para mais de 600 cinemas em 19 de outubro de 2007; em seu primeiro fim de semana de lançamento amplo, o filme arrecadou apenas US$ 2,1 milhões para uma média por cinema de US$ 3 249. O filme arrecadou US$ 18 354 356 domesticamente e US$ 38 320 121 internacionalmente. No total, o filme arrecadou US$ 56 674 477 mundialmente.

## Banda sonora
A banda sonora do filme ficou a cargo de Michael Brook, Kaki King, e Eddie Vedder (vocalista do Pearl Jam). Esse trabalho de Eddie Vedder foi seu primeiro álbum solo e obteve nomeação para vários prêmios nas categorias de melhor canção e melhor banda sonora.[carece de fontes?] Eddie Vedder aceitou o convite de Sean Penn, para fazer a trilha sonora, antes de saber qualquer coisa sobre o longa.

## Prêmios e indicações
| Prêmio/evento            | Categoria                                                       | Recipiente                             | Resultado |
| ------------------------ | --------------------------------------------------------------- | -------------------------------------- | --------- |
| Mostra de São Paulo 2007 | Prêmio do Público – melhor longa estrangeiro de ficção          | Sean Penn, Art Linson, Bill Pohlad     | Venceu    |
| Globo de Ouro 2008       | Melhor canção original                                          | Eddie Vedder ("Guaranteed")            | Venceu    |
| Globo de Ouro 2008       | Melhor trilha sonora                                            | Kaki King, Eddie Vedder, Michael Brook | Indicado  |
| Oscar 2008               | Melhor ator coadjuvante                                         | Hal Holbrook                           | Indicado  |
| Oscar 2008               | Melhor edição                                                   | Jay Cassidy                            | Indicado  |
| Screen Actors Guild 2007 | Melhor elenco                                                   | Melhor elenco                          | Indicado  |
| Screen Actors Guild 2007 | Melhor ator                                                     | Emile Hirsch                           | Indicado  |
| Screen Actors Guild 2007 | Prémio Screen Actors Guild de melhor ator secundário em cinema  | Hal Holbrook                           | Indicado  |
| Screen Actors Guild 2007 | Prémio Screen Actors Guild de melhor atriz secundária em cinema | Catherine Keener                       | Indicado  |